# 董氏快拳
董氏快拳（又名董家快拳、董派快拳、英傑快拳、董式快拳、Tung's Fast Form、Tung's Fast T'ai Chi Ch'uan、Tung's Family Fast Set Tai Chi Chuan、Dong Fast Form……等）是楊式太極名家董英傑所創編的一套太極快拳套路。

## 概說
董英傑早期曾追隨李寶玉（字香遠，郝為真弟子）習練武式太極，後來再隨楊澄甫習楊式太極。而在跟隨楊澄甫期間，他亦曾見過楊少侯演練楊家小架。因此他的董氏快拳吸收了武式太極及楊家太極小架的一些特點和動作。
此拳快慢相間，節奏鮮明，進步必跟，且不時有發勁和震足等動作，其結構鋪排有別於其他的楊式套路，而特點與風格則比較接近楊家小架。董英傑曾說：「快拳是由上乘功夫。經實用而發明。有慢有快。慢是以靜待動。快是發勁神速。有陰陽有虛實。有精神。有蓄神。身法巧妙。姿式精彩。然非有三年以上功。不易領略也。妙法甚多。」
董英傑雖創編新拳，然他本人以及兒子董虎嶺均無開宗立派之意，仍以其師楊澄甫之楊式太極為宗。

## 快拳
很多人誤解太極拳只能慢練慢打，《太極拳論》裡「慢讓快耳」、「手慢讓手快」的章句，更經常被斷章取義作為支持太極只能慢練慢打的依據，甚至被訛傳成「以慢打快」。其實《太極拳論》本為文言文，這兩句裡的「讓」其實是作「吃虧」解，誤解和訛傳有部分原因是現今的武人疏忽了「古今義」的問題。
太極拳慢練通常為練功（或養生），快練則可練勁，實戰時，《太極拳論》也主張「動急則急應」，並不主張盲目慢用。
然而，太極的快拳並非全程快打，通常是招式在攻防理念下到了需要發勁的段落，才突然加快（董氏愛用「冷脆」來形容），因此，太極的快拳通常是快慢相間的。

## 套路
1. 預備式一 （页面存档备份，存于）、二 （页面存档备份，存于）
2. 太極起式
3. 攬切衣（快） （页面存档备份，存于）
4. 單鞭 （页面存档备份，存于）（快） （页面存档备份，存于）
5. 合勁 （页面存档备份，存于）（合提手）（慢）
6. 仙鶴張翅（微停）
7. 托琵琶 （页面存档备份，存于）（慢）
8. 轉琵琶 （页面存档备份，存于）（慢） （页面存档备份，存于）
9. 裂掌 （页面存档备份，存于）（快）
10. 挫裂掌 （页面存档备份，存于）（慢） （页面存档备份，存于）
11. 跳步搬攬捶 （页面存档备份，存于）（快）
12. 連環圓封閉 （页面存档备份，存于）（快） （页面存档备份，存于）
13. 豹虎回山洞（快）
14. 挫掌簸箕式 （页面存档备份，存于）（慢）
15. 進退閃戰（圓轉）
16. 大鵬騰空 （页面存档备份，存于）（凌空）
17. 撞肋捶（慢）
18. 白猿閃身（退慢）
19. 鳳凰斜展翅（微停）
20. 搬攬捶（快）
21. 返身搬按捶（微停）
22. 進步攬挫衣 （页面存档备份，存于）（快）
23. 連環式（快）
24. 刁手（快）
25. 左閃右避（慢） （页面存档备份，存于）
26. 探馬式（慢）
27. 英雄獨立（快）
28. 騰身法（快）
29. 撩掌（慢）
30. 鳳還巢（快）
31. 太極還元（立穩）

套路的英文譯名

## 參攷
- 應芬芳、葉慧敏《楊式太極拳──徒手（初階）簡化廿四式》應傑出版社2006年6月，香港
- 董英傑《太極拳釋義》英傑太極健身院，1948年8月初版

## 外部連結
- 董氏快拳，Andy Wong演式 （页面存档备份，存于）
- 董氏快拳，董虎嶺演式（探馬式至太極還元） （页面存档备份，存于）
- 董氏快拳，董虎嶺演式（探馬式至太極還元）[永久]
- 董氏快拳，董虎嶺演式（探馬式至太極還元）
- 董氏快拳，董增辰演式Dong Zeng Chen's 1987 performance of the Dong Family Fast Set （页面存档备份，存于）